# Listă de filme de groază din 1993
Aceasta este o listă de filme de groază din 1993.
| Titlu                                        | Regizor                         | Distribuție                                            | Țara                                | Note            |
| -------------------------------------------- | ------------------------------- | ------------------------------------------------------ | ----------------------------------- | --------------- |
| Amityville: A New Generation                 | John Murlowski                  | Ross Partridge                                         | Statele Unite ale Americii          | Direct-to-video |
| Army of Darkness                             | Sam Raimi                       | Bruce Campbell, Embeth Davidtz, Marcus Gilbert         | Statele Unite ale Americii          |                 |
| Attack of the 50 Ft. Woman                   | Christopher Guest               | Daryl Hannah, Daniel Baldwin, Victoria Haas            | Statele Unite ale Americii          |                 |
| Body Bags                                    | John Carpenter, Tobe Hooper     | Roger Corman, Wes Craven, Mark Hamill, John Carpenter  | Statele Unite ale Americii          | Television film |
| Body Melt                                    | Philip Brophy                   | Gerard Kennedy, Andrew Daddo, Ian Smith                | Australia                           | [ 3 ]           |
| Body Snatchers                               | Abel Ferrara                    | Gabrielle Anwar, Terry Kinney, Billy Wirth             | Statele Unite ale Americii          | [ 4 ]           |
| Carnosaur                                    | Adam Simon                      | Diane Ladd, Patricia Harrington, Jennifer Runyon       | Statele Unite ale Americii          | [ 5 ]           |
| Children of the Corn II: The Final Sacrifice | David F. Price                  | Terence Knox, Paul Scherrer, Ryan Bollman              | Statele Unite ale Americii          |                 |
| Cronos                                       | Guillermo del Toro              | Federico Luppi, Ron Perlman, Claudio Brook             | Mexic                               | [ 6 ]           |
| The Dark Half                                | George A. Romero                | Timothy Hutton, Amy Madigan, Michael Rooker            | Statele Unite ale Americii          | [ 7 ]           |
| Dark Universe                                | Steve Latshaw                   | Joe Estevez, Bently Tittle, Laurie Sherman             | Statele Unite ale Americii          | [ 8 ]           |
| Dollman vs. Demonic Toys                     | Charles Band                    | Tim Thomerson, Melissa Behr, Peter Chen                | Statele Unite ale Americii          | [ 9 ]           |
| Evil Toons                                   | Fred Olen Ray                   | David Carradine, Suzanne Ager, Don Dowe                | Statele Unite ale Americii          | Animation       |
| Frankenstein                                 | David Wickes                    | John Mills, Randy Quaid, Patrick Bergin                | Statele Unite ale Americii          | Television film |
| Full Eclipse                                 | Anthony Hickox                  | Patsy Kensit, Mario Van Peebles, Victoria Rowell       | Statele Unite ale Americii          | [ 11 ]          |
| Jack Be Nimble                               | Garth Maxwell                   | Alexis Arquette, Sarah Smuts-Kennedy                   | Noua Zeelandă                       |                 |
| Jason Goes to Hell: The Final Friday         | Adam Marcus                     | John D. LeMay, Kari Keegan, Kane Hodder                | Statele Unite ale Americii          | [ 12 ]          |
| The Killing Box                              | George Hickenlooper             | Corbin Bernsen, Adrian Pasdar                          | Statele Unite ale Americii          | [ 13 ]          |
| Leprechaun                                   | Mark Jones                      | Warwick Davis, Jennifer Aniston, Ken Olandt            | Statele Unite ale Americii          | [ 14 ]          |
| Little Cory Gory                             | Bill Morroni                    | Edinia Scuddi, Todd Fortune, Sabino Villa Lobos        | Statele Unite ale Americii          | [ 15 ]          |
| Mahakaal                                     | Shyam Ramsay, Tulsi Ramsay      | Archana Puran Singh, Reema Lagoo, Kulbhushan Kharbanda | India                               | [ 16 ]          |
| Necronomicon                                 | Brian Yuzna, Christophe Gans    | Jeffrey Combs, Bruce Payne, Tony Azito                 | Statele Unite ale Americii          | [ 17 ]          |
| Needful Things                               | Fraser C. Heston                | Max von Sydow, Ed Harris, Bonnie Bedelia               | Statele Unite ale Americii          |                 |
| Night Owl                                    | Jeffrey Arsenault               |                                                        | Statele Unite ale Americii          | [ 18 ]          |
| Ozone                                        | J. R. Bookwalter                | Wayne A. Harold, J. R. Bookwalter, Heather Smith       | Statele Unite ale Americii          | [ 19 ]          |
| Puppet Master 4                              | Jeff Burr                       | Gordon Currie, Chandra West, Jason Adams               | Statele Unite ale Americii          | [ 20 ]          |
| Return of the Living Dead 3                  | Brian Yuzna                     | Mindy Clarke, J. Trevor Edmond, Kent McCord            | Statele Unite ale Americii          | [ 21 ]          |
| Savage Vengeance                             | Donald Farmer                   | Vickie Kehl, George Maranville, Melissa Moore          | Statele Unite ale Americii          |                 |
| Schramm                                      | Jörg Buttgereit                 | Monika M., Beatrice Manowski, Eddi Zacharias           | Germania                            |                 |
| Things                                       | Jay Woelfel, Dennis Devine      | Courtney Lercara, Neil Delama, Kelly-Jean Dammeyer     | Statele Unite ale Americii          | [ 22 ]          |
| Infested                                     | Tony Randel                     | Rosalind Allen, Ami Dolenz, Seth Green                 | Statele Unite ale Americii          | Direct-to-video |
| The Tommyknockers                            | John Power                      | Jimmy Smits, Marg Helgenberger, Joanna Cassidy         | Statele Unite ale Americii          | Television film |
| Trauma                                       | Dario Argento                   | Chris Rydell, Asia Argento, Piper Laurie               | Italia · Statele Unite ale Americii | [ 24 ]          |
| Warlock: The Armageddon                      | Anthony Hickox                  | Julian Sands, Chris Young, Paula Marshall              | Statele Unite ale Americii          | [ 25 ]          |
| Witchboard 2: The Devil's Doorway            | Kevin S. Tenney                 | Ami Dolenz                                             | Statele Unite ale Americii          | [ 26 ]          |
| The Witching                                 | Eric Black, Matthew Jason Walsh | Auggi Alvarez, Carol Barta, Veronica Orr               | Statele Unite ale Americii          |                 |
| Zombie Bloodbath                             | Todd Sheets                     | Jerry Angell, Cathy Metz, Auggi Alvarez                | Statele Unite ale Americii          | Direct-to-video |